# Peter Del Monte
Peter Del Monte, né le 29 juillet 1943 à San Francisco en Californie et mort à Rome en Italie le 31 mai 2021, est un scénariste et réalisateur italien.

## Biographie
Dans son enfance, la famille de Peter Del Monte vient s'installer en Italie, où il étudie la littérature, et suit les cours du Centro Sperimentale di Cinematografia. En 1969, il y présente sa thèse, est remarqué dans divers festivals, dont le festival de Cannes, où il attire l'attention des critiques. Durant les années suivantes, Peter Del Monte travaille pour la télévision italienne, et présente deux fictions basées sur des œuvres d'Albert Camus et Ugo Foscolo. Il revient au cinéma en 1975 avec Irène, Irène, film remarqué pour sa mise en scène soignée et pour la prestation d'Alain Cuny.
Peter Del Monte met cinq ans pour créer son film suivant, le calme et psychologique L'altra donna à l'atmosphère dense.
Par la suite, il réalise Invitation au voyage, un 'road movie' insolite qui est présenté en compétition à Cannes en 1982 et remporte le prix de la meilleure contribution artistique. Après le grave et cruel Piccoli fuochi, il a créé avec Julia et Julia en 1987 l'un des premiers films produits par des nouvelles technologies. En effet, Julia et Julia est tourné en vidéo à haute définition puis transféré sur pellicule 35mm. Tenant de l'étude psychologique et du drame fantastique, le film met en vedette Kathleen Turner, Gabriel Byrne et Sting.
Avec ses films des années 1990 et ceux des années 2000, il est resté fidèle à lui-même.

## Filmographie

### Réalisateur

#### Au cinéma
- 1969 : Fuoricampo
- 1975 : Irène, Irène (Irene, Irene)
- 1980 : L'Autre Femme (L'altra donna)
- 1982 : Invitation au voyage
- 1983 : Piso pisello (it)
- 1985 : Piccoli fuochi
- 1987 : Julia et Julia (Giulia e Giulia)
- 1989 : Étoile
- 1990 : Tracce di vita amorosa (it)
- 1996 : Compagne de voyage (Compagna di viaggio)
- 1998 : La ballata dei lavavetri
- 2000 : Controvento
- 2007 : Nelle tue mani (it)
- 2014 : Nessuno mi pettina bene come il vento (it)

#### À la télévision
- 1970 : Le parole a venire
- 1973 : Le ultime lettere di Jacopo Ortis

## Récompense
- 1998 : prix Sergio-Leone au Festival du film italien d'Annecy, pour La ballata dei lavavetri.